# Śląskie niebo

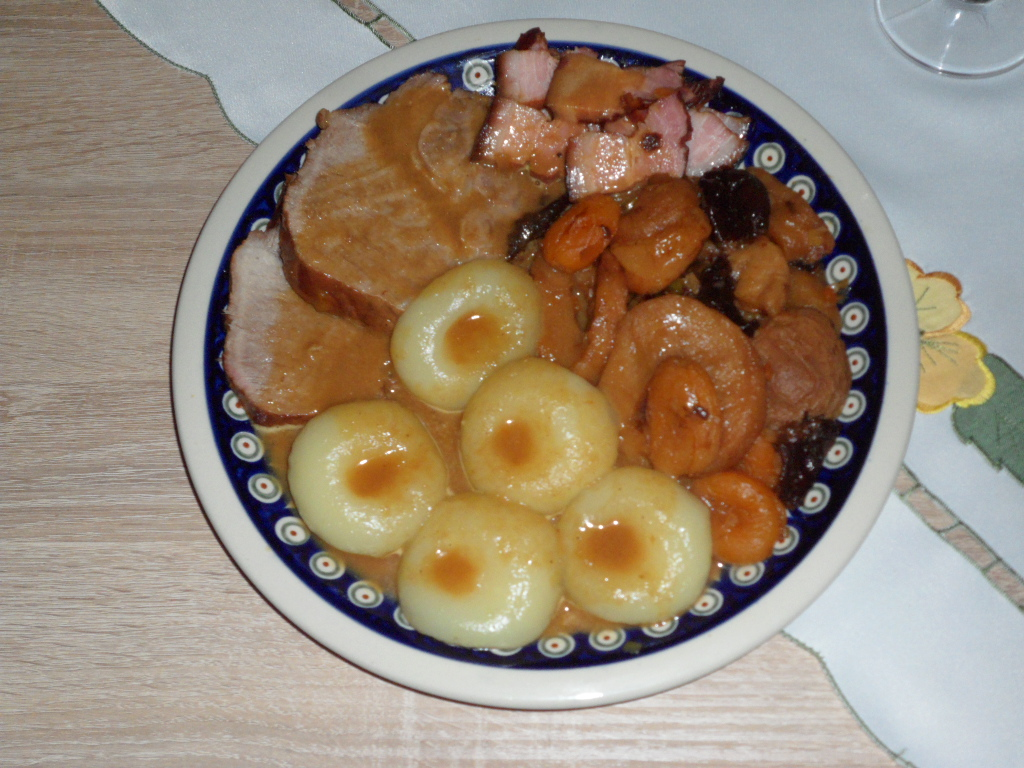
Potrawa „śląskie niebo”

Śląskie niebo (inne nazwy to  śląski raj, śląski przysmak; niem. nazwa to Schlesisches Himmelreich, zaś po śląsku to Schläsches Himmelreich) – mięsna potrawa regionalna kuchni śląskiej przygotowywana przede wszystkim na świąteczne okazje. Podawana dawniej także jako rekompensata za nieodpłatną pracę podczas skubania pierza i pracy przy kądzieli.
Głównym produktem wykorzystywanym przy wykonywaniu potrawy jest gotowane, uwędzone lub peklowane mięso wieprzowe (ewentualnie wieprzowina świeża) z sosem z suszonych owoców. Doprawiana w zależności od wariantu powidłami, cynamonem, cytryną, mąką i cukrem.

## Sposób przygotowania
Suszone owoce moczy się przez całą noc w zimnej wodzie. Następnie wieprzowinę gotuje się około godziny, po czym dodaje namoczone owoce razem z płynem, w którym się moczyły i dogotowuje. Mięso należy wyjąć. Z zachowanego wywaru sporządza się sos, dodając do niego (w celu zagęszczenia) zasmażkę lub gęste powidła. Przygotowany sos doprawia się do smaku cukrem, solą, cynamonem, utartą skórką i sokiem z cytryny (przyprawy w zależności od wariantu potrawy). Mięso kroi się w grube plastry lub na duże kawałki, następnie układa na talerzu z kluskami, polewa sosem i ozdabia owocami. Danie podaje się na ciepło najczęściej z buchtami lub kluskami.

## Potrawa w programach kulinarnych
W jednym z odcinków Kuchni po śląsku w Telewizji Silesia Remigiusz Rączka zaprezentował wersję tej potrawy ze świeżej wieprzowiny i gruszek klapsów.
Robert Makłowicz pokazał krok po kroku jak przyrządzić i podać śląskie niebo (z wędzonej wieprzowiny z suszonymi owocami) w programie kulinarno-podróżniczym Telewizji Polskiej pt. Opolski smak.